# ドヨルのご当地モンクエスト
『ドヨルのご当地モンクエスト』（ドヨルのごとうちモンクエスト）は、ABCテレビで2016年1月17日（1月16日深夜）から2016年3月20日（3月19日深夜）まで日曜未明（土曜深夜）に放送されていたバラエティ番組である。ジャニーズWEST司会による『「エビシーラボ」・ドヨルシリーズ』の第3弾である。
『ドヨルシリーズ』第2弾（2015年10月期放送）の『ドヨルの粉モンクエスト』に続き、ご当地グルメの食べ歩きを題材にした双六形式・ストーリー仕立てのバラエティーであり、今回もジャニーズWESTのメンバーが2-3人で1つのチームを作り、勝浦市にあるとされる「勝浦タンタンメン」を目指すというものになっている。第2弾は「粉モン料理」限定であったが、今回は粉モンも含めたご当地グルメ全般が対象である。
1月と2月は日曜0:45-1:15（土曜24:45-25:15）であったが、3月から『虎バン』の毎週放送が再開されるため同1:15-1:45（同25:15-25:45）に繰り下げとなった。

## チーム構成
- チームお金　中間淳太、小瀧望、桐山照史
- チーム女性　重岡大毅、神山智洋
- チーム出身地　濵田崇裕、藤井流星

## ルール
- チームお金　街行く人にその人の所持金を聞き、所持金分を1円につき1m単位で計算（10000円なら10㎞）して、高級乗用車で移動する。そして移動先の停車地でグルメを食したところで再び次の人に聞く。
- チーム女性　街行く女性（ただし40歳以下まで）に、これまで彼氏とお付き合いした人数を聞いてもらい、1人につき10km単位で計算（10人なら100㎞）して、ハイエース（ワゴン車）で移動する。お金チーム同様、移動先の停車地でグルメを食したところで、再び次の人に聞く。
- チーム出身地　街行く人の出身地を聞き、その出身地まで飛行機で移動。そこでのグルメを食した後、その地で再び街行く人に聞く。出身地によっては関東地方より東・北の地域であったり、西日本・海外に飛ばされる可能性がある。